# Прибрежные леса Южного Занзибара-Иньямбане
Прибрежные леса Южного Занзибара-Иньямбане — экологический регион, расположенный почти на всей протяжённости берега Мозамбика, а также в юго-восточной Танзании и в юго-восточном Малави. Тянется примерно от города Линди в Танзании до города Шаи-Шаи в Мозамбике. Преимущественно впадает на 50 км вглубь суши, а иногда на 200 км. Представляет собой мозаику из сухих лесов, саванн и болот. Статус сохранности экорегиона оценивается как критический.
В геологическом отношении часть экорегиона в Танзании в основном состоит из третичных морских отложений. В Северном Мозамбике есть много инзельбергов, самые древние состоят из архейских отложений, которые деформировались и подвергались эрозии в течение сотен миллионов лет.
Человеческое население в экорегионе больше, чем в других более внутренних регионах, но не очень велико. К тому же в экорегионе нет крупных городов. Плотность населения, составляющая 20—50 чел. на км², зафиксирована на большей части побережья Мозамбика.

## Ландшафт
Регион представляет собой холмистый ландшафт с изолированными более высокими плато и инзельбергами, особенно в северной части экорегиона. На юге песчаные дюны являются важной особенностью, поскольку они поддерживают прибрежные леса и заросли.

## Климат
Количество осадков, контролируемых муссонными ветрами, составляет около 800—1000 мм в год, на некоторых плато это число выше. Средние максимальные температуры составляют от 30 °C до 27 °C на севере региона и 24 °C на юге экорегиона. Средние минимальные составляют от 18 °C до 15 °C. Ближе к городу Бейра на юге Мозамбика наблюдается значительная разница между продолжительностью для зимой и летом, чего нет на севере экорегиона.

## Флора и фауна
Для этого экорегиона характерна высокая плотность эндемичных видов в северной части. Среди растений и позвоночных существует значительный центр эндемизма в районе города Линди, связанный с различными плато (особенно плато Рондо). На плато Рондо находится одна из самых значительных концентраций растений в Восточной Африке: более 100 эндемичных видов в менее чем 50 км² леса.
Текущая информация о распространении птиц скудна, особенно в северной и центральной частях Мозамбика. Единственной строго эндемичной птицей во всём экорегионе является Batis reichenowi, который некоторыми систематиками не признаётся в качестве отдельного вида. Почти эндемичные виды, такие как синекрылый акалат, встречаются в некоторых местах вдоль восточного побережья Африки, а иногда и в глубине суши. Дальнейшие исследования в этом регионе могут открыть новые виды птиц.
Млекопитающие в регионе мало изучены. Здесь обитают такие крупные млекопитающие, как саванный слон, африканский буйвол, чёрная антилопа, лошадиная антилопа и бубал Лихтенштейна. Единственное эндемичное млекопитающее — белка Paraxerus vincenti, обитающая на горе Намули в Мозамбике.
Рептилии в регионе содержат несколько эндемичных видов. Восемнадцать видов являются строго эндемичными для экорегиона. Среди рептилий, обитающих в экорегионе, выделяются роды восточноафриканские амфисбены, африканские карликовые хамелеоны, слепозмейки и Scelotes.

## Состояние экорегиона
Экорегион слабо изучен, особенно в центральной его части, из-за затянувшейся гражданской войны в Мозамбике. Площадь лесов экорегиона, вероятно, сократилась за десятки тысяч лет. В настоящее время известно, что существует около 1000 км² леса. На юге Танзании известные сохранившиеся участки лесной среды обитания невелики — всего около 20 км², а также они сильно фрагментированы. Высокая плотность населения на плато Макондес привела к тому, что там осталось очень мало лесов.
Основные угрозы для экорегиона — вырубки в доступных лесах. Во многих случаях серьёзность таких угроз неизвестна.
В этом регионе наиболее важные лесные места обитания находятся либо в незащищённых, либо в плохо защищённых районах. В Танзании леса находятся в лесных заповедниках. Департамент лесного хозяйства Мозамбика сообщает о нескольких лесных заповедниках площадью 100 км², содержащих прибрежные леса. Самый важный с биологической точки зрения заповедник на плато Рондо подвергся обширным лесозаготовкам, более 20 км² были засажены соснами и местными лиственными деревьями. Лесозаготовки и посадки прекратились в начале 1990-х годов из-за упадка инфраструктуры. В результате лес восстанавливается во многих областях.

## Провинции, полностью или частично расположенные в экорегионе
- Малави: Муландже;
- Мозамбик: Газа, Замбезия, Иньямбане, Кабу-Делгаду, Нампула, Ньяса, Софала, Тете;
- Танзания: Линди, Мтвара.